# TSMS Lakonia
TSMS Lakonia foi um cruzeiro de passageiros que ardeu e afundou ao largo da ilha da Madeira, Portugal, na noite de 22 para 23 de dezembro de 1963.

## O Lakonia e a noite fatídica
A bordo do ‘Lakonia’ partiram, de Southampton (Reino Unido), a 19 de Dezembro de 1963, 1 023 pessoas num cruzeiro de 11 dias rumo às ilhas Canárias. O Funchal era o primeiro porto de escala do navio grego e o destino final de 170 passageiros que esperavam passar as férias de Natal na Madeira.
De acordo com os registos da época, o ‘Lakonia’, de 23 283 toneladas, dispunha de piscinas, salões e bares, bem como de sala especial para recreio de crianças. Todas as noites havia dança, cinema e festas de gala. Na noite de 22 para 23 de Dezembro, decorria um animado baile trapalhão, quando o som da música deu lugar às sirenes de incêndio.
O fogo, que deflagrou por volta das 23 horas, terá começado no barbeiro (cerca de três decks acima da ponte de comando) e rapidamente se alastraria a todo o navio, destruindo a ponte de comando e a estação de rádio. As contraditórias e pouco audíveis instruções de segurança encontrariam também muitos passageiros já a dormir.
O fumo e as chamas impediriam, ainda, que as lanchas salva-vidas que se encontravam à proa da ponte de comando fossem lançadas. Mais tarde, as causas do incidente seriam atribuídas a um curto-circuito na instalação eléctrica. Os oficiais, incluindo o comandante do navio, o Capitão Mateoes Zarbis (53 anos), foram acusados de negligência. Até à viagem, a tripulação nunca tinha feito qualquer exercício de simulacro de incêndio.
Às 0h22 do dia 23 de Dezembro foi realizada a última chamada via rádio desde o ‘Lakonia’: “SOS. Última mensagem. Não posso ficar mais tempo na cabine de telegrafia. Estamos a abandonar o navio. Por favor, enviem assistência imediata. Por favor, enviem auxílio”.
Vários navios acorreram ao apelo do ‘Lakonia’, que se encontrava a menos de 180 milhas da costa madeirense, dentre os quais o argentino Salta e o britânico Montcalm, que participaram activamente nas operações de salvamento. Não voltaram a ser captadas outras mensagens de bordo do navio, o que era esperado às 8 horas da manhã no Funchal, aonde nunca chegou a aportar.
Do desastre, resultaram 128 mortos (95 passageiros e 33 membros da tripulação), de várias nacionalidades. Destes, 55 sucumbiram às chamas e os restantes faleceram por afogamento, hipotermia ou ferimentos ao atirarem-se para o mar. A maioria das vítimas tinha mais de 65 anos de idade.

## Desaparecidos
Da tragédia do ‘Lakonia’ escaparam com vida 895 passageiros. Entre estes, o actual presidente do conselho de gerência de um jornal local na ilha da Madeira, Michael Blandy.
Até hoje, 58 corpos continuam desaparecidos. Dez dos náufragos do ‘Lakonia’ encontram-se sepultados no Cemitério Britânico, no Funchal. Sabe-se que outros 58 foram sepultados em Gibraltar e que há ainda duas vítimas mortais cujo paradeiro os arqueólogos supõem conhecer. Mas, até hoje, estima-se que 58 corpos continuem desaparecidos.
É este o mistério que move o casal de arqueólogos britânicos, Brian e Edna Philp, que, durante os últimos quatro anos, tem desenvolvido a sua investigação na Madeira. Mais concretamente, procederam ao registo arqueológico de 450 lápides no Cemitério Britânico, cobrindo 250 anos da História madeirense. Das dez vítimas do ‘Lakonia’ que encontraram neste lugar o seu eterno descanso, até agora, apenas cinco dos túmulos estavam identificados. Através das suas pesquisas, Brian e Edna Philp procederam à identificação dos restantes cinco, tendo então decido criar um memorial para que estes não fossem esquecidos.
“Acabámos de criar o novo memorial para assinalar as cinco vítimas ‘sem nome’, após uma lacuna de 55 anos. Esta é a extensão do nosso trabalho de quatro anos de registo do cemitério”, explica Brian Philp. Salienta-se que os custos do mesmo foram inteiramente suportados pelo casal de arqueólogos, com a colaboração de Martin Mears (familiar de uma das vítimas), sem qualquer recurso a apoios de entidades externas.
Assim, Guenter Mall (Augsburg, Alemanha), Werner Bötch, o cozinheiro (Áustria), Stewart Brame (Norfolk, Inglaterra), Etnst Schmedding (Münster, Alemanha) e Irene Hooper (ilha de Jersey), são os cinco nomes que constam do memorial recém-colocado no Cemitério Britânico. Para Brian e Edna, a investigação prossegue agora com um novo objectivo: entrar em contacto com as famílias destas vítimas. “Ficámos angustiados com a possibilidade das famílias não saberem onde os corpos foram enterrados. Foi por isso que criamos o memorial”, sublinha.
Os estudiosos procurarão então perceber (estabelecendo a ligação através dos consulados alemão e austríaco) se estas famílias tinham ou não conhecimento de que os seus entes queridos se encontravam sepultados na Madeira e se ficam contentes em saber que, 55 anos após a tragédia, as suas memórias foram finalmente resgatadas.

## Ligações Externas
- The Last Voyage of the Lakonia, A última viagem do Lakonia, 3 de Janeiro de 1964)